# Contracting
Contracting ist der Anglizismus für eine Vielzahl von Dienstleistungen, bei denen sich ein Anbieter (englisch Contractor) gegenüber dem Nachfrager (Contractingnehmer) zur Erbringung einer vertraglich bestimmten Leistung verpflichtet.

## Allgemeines
Der Anglizismus ist auf das Verb „einen Vertrag abschließen“ (englisch to contract, hieraus: Kontrahierung) zurückzuführen und betrifft Modelle, bei denen ein Contractor die Planung, Finanzierung, Errichtung oder Wartung einer Investition oder Infrastruktur übernimmt. Contracting umfasst eine Vielzahl von Dienstleistungen in verschiedenen Wirtschaftszweigen. Das Contracting soll Investitionen ermöglichen, die etwa bislang wegen mangelndem Know-how, Geldmangel, zu hoher Amortisationserwartungen oder fehlender Risikobereitschaft unterblieben sind.

## Vertragsparteien

### Contractor
Der Contractor ist das ausführende Unternehmen. Seine Aufgaben bestehen in Beratung, Planung, Finanzierung und Betrieb der Anlagen innerhalb des vertraglich fixierten Zeitraumes.

### Contracting-Nehmer
Der Contracting-Nehmer ist der Auftraggeber und in der Regel der Empfänger der Contractingleistung, z. B. der Eigentümer der zu beliefernden Liegenschaft. Die Bezeichnung der verschiedenen Contracting-Typen ist nicht einheitlich.

## Anwendungsgebiete
Heutige Hauptanwendungsform ist das Energiecontracting, das sich auf die Lieferung von Betriebsstoffen (Dampf, Druckluft, elektrischer Strom, Kälte, Wärme usw.) und den Betrieb zugehöriger Anlagen bezieht.
Auch die Definition in DIN 8930-5 (seit November 2003) ist auf die Energiewirtschaft fokussiert und bezeichnet Contracting als die „zeitlich und räumlich abgegrenzte Übertragung von Aufgaben der Energiebereitstellung und Energielieferung auf einen Dritten, der im eigenen Namen und auf eigene Rechnung handelt“. Energie-Contracting hat einen Marktanteil von 85 %, es folgen Einspar-Contracting mit 8 %, technisches Anlagen-Management mit 4 % und Finanzierungs-Contracting mit 3 %.
Im Bereich der Personaldienstleistungen bezeichnet Contracting die Bereitstellung freiberuflicher Mitarbeiter oder von Lohnarbeitern.
Beim Kontraktmanagement übernimmt im Außenhandel eine „contracting firm“ das Management-Know-how eines ausländischen Vertragspartners (englisch managed firm), der die Direktinvestitionen tätigt.
Etwa 15 % des Marktvolumens greift auf Energiesparen- oder Performance-Contracting zurück, ist jedoch – trotz häufiger Gleichsetzung mit Contracting – rechtlich, inhaltlich und verfahrenstechnisch anders einzuordnen. Bei dieser Art wird keine Energie geliefert oder bereitgestellt, sondern der Betrieb von technischen Anlagen kann dabei vereinbart werden. Vertragsinhalt ist hier vielmehr die Erfüllung einer vom Contractor gegebenen Einspargarantie.

## Geschichte
Ob das erste Contracting auf James Watt zurückzuführen ist – wie in der entsprechenden Fachliteratur kolportiert wird – ist umstritten. Er soll interessierten Kunden eine Dampfmaschine überlassen und hierfür den Kundendienst übernommen haben. Dabei garantierte er, dass die Kohle für den Betrieb der Maschine weniger koste als das Tierfutter für die Pferde, welche die gleiche Arbeit übernahmen.
In Deutschland wurden ab etwa 1980 betriebswirtschaftliche Modelle basierend auf dem in den Vereinigten Staaten verwendeten Performance-Contracting entwickelt. Erste Modelle des Wärme- oder Liefercontractings entstanden. Im folgenden Jahrzehnt entwickelte sich der Anbietermarkt. Fast 500 Wärmecontractoren traten in den 1990er Jahren auf dem Markt auf. Eine ganze Reihe davon sind zwischenzeitlich wieder verschwunden. In der Branche hat ein Konzentrationsprozess eingesetzt, den die leistungsfähigsten Unternehmen (Umsätze >80 Mio. € p. a.) überstanden haben. Kleinere Betriebe, z. B. Heizungsbauer, die sich in der Branche versucht haben, sind fast gänzlich verschwunden oder ihre Projekte wurden von größeren Firmen übernommen.
Die Entwicklung des Einsparcontractings war gleichzeitig einem Nischenmarkt vorbehalten. Im Rückblick markierte den Beginn einer größeren Aufmerksamkeit vielleicht die Einsparcontractingausschreibung der Stadt Berlin im Jahre 1996, die von der Berliner Energieagentur als Projektmanager umgesetzt wurde. Das Energiespar-Contracting in Berlin firmiert unter dem Titel Berliner Energiesparpartnerschaften und umfasst über 500 Liegenschaften des Landes Berlin und der Berliner Bezirksverwaltungen mit rund 1300 Gebäuden. Gleichzeitig wurde die erste Ausschreibung auch einer kleinen Kommune, der Stadt Schwabach in Franken, auf den Weg gebracht. Weitere Meilensteine für die Entwicklung des Einsparcontractingmarktes waren die Herausgabe des Ratgebers des Umweltbundesamtes, der von der Berliner Energieagentur (BEA) im Auftrag des Bundeslandes Hessen verfasste Leitfaden und der aktuelle Leitfaden der Deutschen Energieagentur. Besonders die beiden Letztgenannten vermittelten im Bereich der öffentlichen Ausschreibung weitgehend Rechtssicherheit und ermöglichten erst eine weitere, wenn auch immer noch zaghafte Verbreitung dieses Contractingmodells.
Das Veranstaltungs- und Literaturangebot nahm in dieser Zeit ebenfalls stark zu. Die verschiedenen Verbände und Organisationen der Energie- und Wärmelieferer trugen hierzu bei. Leider ist bei den verschiedenen Veröffentlichungen und besonders Veranstaltung nicht immer klar zwischen den Bedingungen und besonders den Rechtsgrundlagen beim Liefer- und Einsparcontracting unterschieden worden. Mit dem Entwurf der DIN 8930-5 wurde der Versuch unternommen, zumindest die Nomenklatur der einzelnen Contracting-Arten zu bestimmen. Die DIN kann aber mit der rasanten Entwicklung am Markt kaum mithalten und kann allenfalls für eine erste Orientierung über die Grundtypen der Contracting-Verträge herangezogen werden. Die GEFMA-Richtlinie 540 befasst sich ausschließlich mit den beiden Contractingarten.
Während andere Dienstleistungen rund um die Gebäudenutzung in den vergangenen zwei Jahrzehnten einen regelrechten Outsourcing-Boom erlebten (z. B. Reinigung, Sicherheitsdienste, Kantinen) konnte das Outsourcing der hausinternen Energieversorgung im Wege des Contracting nur verhältnismäßig geringe Zuwächse verzeichnen. Dies ist in erster Linie damit zu begründen, dass beim Energie-Contracting wegen hoher spezifischer Investitionen (nur für den einzelnen Standort bzw. Kunden nutzbar) die typischen Outsourcing-Vorteile entfallen:
1. die Investitionen können beim Anlagencontracting im Vergleich zur Eigenrealisation nicht nennenswert gesenkt werden (oft sogar Kostennachteil, z. B. wegen zusätzlich erforderlicher Mess- und Regelgeräte) und
2. der beim Outsourcing üblicherweise erzielbare Flexibilitätsvorteil (fixe Kosten werden zu variablen Kosten) entfällt beim Anlagen-Contracting völlig, da sich der Contractor die vollständige Amortisation seiner Investition über eine langfristige Vertragsbindung mit entsprechenden Grundpreisen (= Fixkosten) absichern lässt. Auf der Hannover Messe (im April 2005) zeichnete sich bei den dort vertretenen Contracting-Firmen deutlich eine zunehmende Spezialisierung auf einzelne Marktsegmente, z. B. Wohnungswirtschaft, Dampf- und Wärmeversorgung Industrie, ab.

Für das Energie-Einsparcontracting ist mit steigenden Energiepreisen eine immer höhere Akzeptanz zu erwarten, allerdings ist mit dieser Contractingart auch bei nichtöffentlicher Vergabe immer ein relativ großer Verfahrensaufwand zu treiben. Die zum Teil sehr spezifischen Besonderheiten von technischen Vorgaben und Angebotsbewertung machen zudem eine neutrale Beratung fast unumgänglich. Seit dem 1. Januar 2015 wird die Beratung vom BAFA gefördert. Für diese Förderung sind nur zugelassene Projektentwickler zugelassen, bei deren Auswahl man aber in jedem Fall auf die jeweiligen Erfahrungen speziell mit Einsparcontracting achten sollte.

## Arten
Nach der DIN-Norm für Kälteanlagen und Wärmepumpen, Begriffe und Formelzeichen Teil 5 CONTRACTING (DIN 8930 Teil 5)
1. Energiespar-Contracting auch Performance-Contracting oder (Energie-)Einspar-Contracting genannt.
2. Energieliefer-Contracting auch Anlagen-Contracting oder Nutzenergie-Lieferung genannt.
3. Finanzierungs-Contracting auch Third-Party-Financing (TPF) oder Anlagenbau-Leasing genannt.
4. Betriebsführungs-Contracting oder Technisches Gebäudemanagement genannt.

Übernimmt der Contractor anstelle eines Kreditinstituts die Finanzierung, handelt es sich beim Contracting um ein Kreditsubstitut.

### Energiespar-Contracting
Energiespar-Contracting wird auch Energie-Einspar-Contracting oder Performance-Contracting genannt.
Nach einer (möglichst kostenlosen) Abschätzung erstellt der Energiespar-Contractor ein Angebot. Hierin werden eine Reihe von Maßnahmen mit einer vom Energiespar-Contractor garantierten Energieeinsparung vorgestellt.
Nimmt der Contractingnehmer das Angebot an (d. h. kommt es zum Vertrag), plant, baut, finanziert und betreibt (optional) der Energiespar-Contractor alle Maßnahmen, die zur Erreichung der Energieeinsparung erforderlich sind. Als Gegenleistung erhält er dafür einen Teil der eingesparten Energiekosten, bis seine Aufwendungen für Finanzierung, Planung und Controlling – und auch sein Gewinn – bei Vertragsende abgegolten sind. Dabei kann die Finanzierung durch den Energiespar-Contractor erfolgen, oder durch den Auftraggeber durch einen Baukostenzuschuss in beliebiger Höhe gegen entsprechende Laufzeitverkürzung selber getragen werden.
Das Verfahren ist über alle Kostenschnittstellen oder Ressourcen insbesondere für die energetische Überprüfung einer größeren Anzahl von Gebäuden geeignet. Ein bereits bestehendes oder im Aufbau befindliches Energiemanagement wird besonders durch diese Contractingform wirksam unterstützt. Kleinere Projekte, bei denen Anlagentechnik saniert werden muss (z. B. Einzelgebäude, Mustergebäude oder Pilotprojekte) sind wegen des Aufwands des Verfahrens weniger geeignet.
Prinzipiell sind alle Maßnahmen aus dem Bereich der Gebäudetechnik denkbar. Grundsätzlich wird die Regelung der Anlagen meist zumindest mit einem Teil der Ventile und Pumpen ausgetauscht und auf eine zentrale Gebäudeleittechnik aufgeschaltet, um überhaupt ein Controlling zu ermöglichen. Weiterhin kann zum Beispiel unter anderem der Heizungsführungskessel mit ausgetauscht oder die Verteilung erneuert werden. Es ist auch möglich, durch Erneuerung Einsparung in den Wartungskosten zu realisieren.
Der Vorteil für den Contractingnehmer kann in einer systematischen Optimierung des Gebäudebetriebs mit einer Zusammenführung der Gebäudeautomation zu einer zentralen Gebäudeleittechnik liegen. Diese erfolgt meist auf hohem technischen Niveau über alle Ressourcen hinweg. Die finanziellen Aufwendungen für Heizung und Regelung können sich verringern. Der Umfang möglicher Einsparungen entspricht zuvor vorhandenen Auswirkungen ineffizienter Anlagentechnik, vertraglichen Regelungen oder sonstigen wirtschaftlich wirksamen Entscheidungen oder Gegebenheiten, die der Contractor ändert. Die Einsparungen stehen dem Auftraggeber nach der Vertragslaufzeit in voller Höhe zur Verfügung. Die eingebrachten Anlagen gehen, je nach Vertrag, von Beginn an oder nach Ablauf der Laufzeit (nach BGB) auf den Gebäudeeigentümer über.
Ein möglicher Nachteil des Einsparcontractings kann darin bestehen, dass, sofern der Auftraggeber zu kurze Laufzeiten wählt, bei diesem Verfahren nur die wirtschaftlichsten Maßnahmen ausgesucht werden, jedoch andere langfristig sinnvolle Maßnahmen nicht umgesetzt oder erschwert werden. Dieses „Rosinenpicken“ kann spätere Generalsanierungen oder langfristige Lösungen erschweren. In der Realität kommt es daher auf eine genaue Vertragsformulierung bzgl. Contractingumfang und der Berücksichtigung späterer Maßnahmen bzw. Eigenmaßnahmen an.
Tatsächlich bestimmt sowohl bei der Eigenumsetzung wie bei Einsparcontractingprojekten eine vorher festzulegende Wirtschaftlichkeitsgrenze die Auswahl der Maßnahmen. Da sich bauliche Maßnahmen wie z. B. Fassadensanierungen oder Fenstererneuerungen nur selten in der meist von beiden Seiten angestrebten Vertragslaufzeit von 10–15 Jahren amortisieren, gehören sie nicht zum Standardrepertoire eines Einsparcontractors. Möchte man das Maßnahmenpaket erweitern, können Sanierungszuschüsse bis zu einer Generalsanierung jede beliebige Umsetzungstiefe zeitgleich realisieren. Garantiert bleibt immer ein Einsparbetrag zur teilweisen Refinanzierung. Die Einsparungen gegenüber der Verbrauchsbasis der letzten Jahre werden auf die anlagen- und bautechnischen Maßnahmen aufgeteilt.
Es sei noch darauf hingewiesen, dass die Umrechnung des Verbrauchs anhand einer Verbrauchsbasis mittels sogenannter Gradtagszahlkorrektur nur eine Näherung ist. Selbst Jahre mit etwa gleicher Gradtagszahl können unterschiedliche Nutzungen und somit unterschiedliche Verbrauchsdaten aufweisen. Daher ist auf eine mindestens 3-jährige Vergleichsbasis zu achten. Eine Betrachtung der Gesamtwirtschaftlichkeit muss schließlich hauptsächlich die mit anderen Verfahren vielleicht nicht gleich schnell und umfassend erreichbare Umsetzung von Einsparpotentialen bewerten. Besonders die aus finanziellen und personellen Gründen über viele Jahre gestreckte Eigenvornahme ist mit den entgangenen Einsparungen nebst Zinsen anzusetzen.
Wegen der hohen Bonität bei gleichzeitigem Geldmangel wird diese Contractingart besonders in den kommunalen Gebietskörperschaften angewandt (siehe auch Public Private Partnership). Die Verbreitung gegenüber den anderen Contractingformen ist immer noch sehr gering; möglicherweise existieren vielfach Bedenken und Vorbehalte gegenüber den Risiken und Verfahrensweisen. Eine gute Hilfe bieten hier jedoch verschiedene Leitfäden (Umweltbundesamt und Deutsche Energie-Agentur) die sowohl helfen anfängliche Skepsis zu überwinden als auch Wegweiser bei der öffentlichen Ausschreibung sein können.
Insgesamt ist hervorzuheben, dass das Einsparcontracting häufig – und eigentlich zu Unrecht – nur als Finanzierungsinstrument betrachtet wird. Ein wesentlicher Aspekt ist insbesondere für Institutionen, die nicht das volle technische Wissen selber vorhalten können, einen Auftragnehmer direkt für die garantierte Energieoptimierung zu bezahlen. Nur bei dieser Contractingart liegt das Interesse des Auftragnehmers auch in der Realisierung eines wirtschaftlichen Betriebs der Anlagentechnik im Gesamtgebäude, da er ausschließlich mit dessen Nachweis seinen Gewinn erwirtschaften kann.
Im Auftrag des Bundesumweltministeriums ist inzwischen auch ein Leitfaden „Grünes Energiespar-Contracting“ erschienen, der Möglichkeiten zur Integration von erneuerbare Energien-Anlagen in ESC-Verträgen aufzeigt.

### Anlagen-Contracting
Anlagen-Contracting wird auch als Energieliefer-Contracting oder Nutzenergie-Lieferung bezeichnet.
Der Contractor errichtet und betreibt die Energieanlage auf eigenes Risiko und Kosten auf der Basis von langfristigen Verträgen mit seinen Kunden. Die Anlagen stehen im Eigentum des Contractors und werden daher häufig auf dem Nachbargrundstück errichtet oder es erfolgt ein Grundbucheintrag über den Eigentumsübergang der neuen Heizung im Gebäude des Auftraggebers. Die Vertragslaufzeiten variieren zwischen 5 und 20 Jahren. Das gemeinsame Ziel besteht darin, durch effizientere Wärme-Erzeugung und Wärme-Speicherung wirtschaftliche und ökologische Vorteile zu erreichen. Üblicherweise wird der Contractor die an einem vereinbarten Punkt übergebene und dort mittels Wärmemengenzähler gemessene Wärme-Mengen in Rechnung stellen.
Da in der Regel der Wärmemengenzähler die Schnittstelle zwischen Heizzentrale und den Nutzern im restlichen Gebäude darstellt, liegt es im Interesse des Anlagen-Contractors, die Verluste innerhalb der Heizzentrale (Kessel, Brenner, Speicher, Regelung, Pumpe etc.) zu minimieren.
Die Reduzierung der Wärmeverluste innerhalb des Gebäudes, d. h. in der Wärmeverteilung, an den Heizkörpern und Nutzungsänderungen, ist keine direkte Aufgabe des Contractors.
Die Leistungen werden hier nicht über die eingesparte Energie vergütet, es gibt auch keine vertraglich bindende Einspar-Garantie wie beim Energieeinspar-Contracting. Hier werden die Kosten des Contractors für Erstellung, Finanzierung, Wartung und Primärenergieeinkauf über monatliche Raten beglichen. In der Regel wird ein zweigliedriges Preissystem vereinbart, das aus einem fixen Grundpreis (GP) – beispielsweise €/kW, €/a, €/Monat – und einem variablen Arbeitspreis (AP) – beispielsweise in €/kWh, €/MWh – besteht. In der Praxis haben sich verschiedene Preisgleitformeln oder Wertsicherungsklauseln herausgebildet, die eine meist terminlich fixierte Anpassung der Preise bei veränderten Rahmenbedingungen: Änderung der Preise für Primärenergie, Material- oder Lohnkosten, ermöglichen. Als Ausgangspunkt für die Preisanpassungen werden häufig die Indexzahlen des Statistischen Bundesamtes vertraglich vereinbart.

### Finanzierungs-Contracting
Finanzierungs-Contracting wird auch als Anlagenbau-Leasing oder Third-Party-Financing bezeichnet.
Die Finanzierung obliegt dem Contractor, das Betreiberrisiko liegt weiterhin beim Contractingnehmer. Einsatzgebiet bei abgrenzbaren technischen Einrichtungen oder Anlagen. Finanzierungs-Contracting wird oft mit Anlagenmanagement oder Betriebsführungs-Contracting verbunden.
Der Begriff des Finanzierungs-Contracting ist umstritten. Wichtige Gremien wie beispielsweise der Fachausschuss Contracting des AGFW oder das Forum Contracting e. V. erkennen den Begriff nicht an.

### Betriebsführungs-Contracting
Die Energieanlagen stehen im Eigentum des Contractingnehmers und werden von diesem finanziert, ansonsten ist das Verfahren ähnlich dem Anlagencontracting. Der Contractor ist für den störungsfreien Betrieb der Anlagen verantwortlich. Je nach Vertrag wird die Energie wiederum an einem bestimmten Punkt in der Anlage übergeben oder das Endprodukt „warmer Raum“ ist Vertragsgegenstand. Die Abrechnung erfolgt meist pauschal nach Aufwand oder Leistung. Diese Art des Contractings wird meist dort eingesetzt, wo ein störungsfreier Betrieb unbedingt notwendig ist; beispielsweise Druckluft für Produktionsanlagen oder Heizung im Krankenhaus.

## Rechtsfragen
Die Ausführungen beziehen sich in Deutschland auf bundesdeutsches Recht. In der Regel wird zwischen Contractor und Contractingnehmer ein Liefervertrag über das zu liefernde Medium geschlossen, z. B. ein Wärmeliefervertrag und ein Pacht- und Gestattungsvertrag, sofern der Contractor eigene Anlagen auf fremden Grund errichtet oder einbringt. Grundlagen hierfür sind unter anderem das BGB und die Verordnung über allgemeine Bedingungen für die Versorgung mit Fernwärme (AVBFernwärmeV) des Bundesministers für Wirtschaft vom 20. Juli 1980, geändert durch die Verordnung zur Änderung der energiesparrechtlichen Vorschriften vom 19. Januar 1989.
Um die Rechte zu sichern, werden in der Regel Dienstbarkeiten oder Bürgschaften verwendet.

### Schein-Contracting
Wenn ein Contracting-Vertrag mit dem alleinigen Zweck abgeschlossen wird, Steuervorteile zu generieren und die Einwirkung des Dienstleisters nur fingiert ist, so spricht man von Schein-Contracting. Besonders im Energie-Contracting sind hier mehrere Urteile gefällt worden.

„Von dem förderungswürdigen Energie-Contracting ist das Schein-Contracting zu unterscheiden, das dadurch geprägt ist, dass Energieeffizienzgewinne ausbleiben. Hierbei erfolgt die Auslagerung der Energieversorgung nur auf dem Papier auf den Contractor, während der tatsächliche Anlagenbetrieb durch den Letztverbraucher selbst vorgenommen wird, einziger Zweck dieser Verträge ist die Generierung von Steuervorteilen.“

Der Stromanbieter Care-Energy hat auf diesem Weg über 82 Millionen Euro an EEG-Umlage-Zahlungen umgangen. Das Vertragswerk der Firmengruppe unter der Care-Energy Holding wurde mehrfach als Scheincontracting bewertet und weite Vertragsteile für nichtig erklärt.

## Weitere Anwendungsgebiete
In den folgenden Bereichen wird das Prinzip des Anlagencontractings und teilweise auch des Einsparcontractings auf die Erstellung von Anlagen übertragen, die nicht nur zur Erstellung von Nutzwärme dienen. Die Finanzierung nimmt dabei unterschiedliche Formen an, ist in vielen Fällen aber auch in feste und laufende Bestandteile sowie Einsparungen unterteilt:
- regenerative Wärmeerzeugung – Solarthermie, Erdwärme, Holz, Holzpellets, Biomasse,
- regenerative Stromerzeugung – Windkraft,
- Wärme und Stromerzeugung – BHKWs mit unterschiedlichen Wandlungstechniken und Energieträgern
- industrielle Bereitstellung von Druckluft – Contracting sowohl mit Einspargarantie als auch Ratenfinanzierung,
- Straßen- und Innenbeleuchtung–Contracting sowohl mit Einspargarantie als auch Ratenfinanzierung,
- Öffentliche Investitionen – Erstellung von Gebäuden im Rahmen von PPP,
- Ampelanlagen – Contracting sowohl mit Einspargarantie als auch Ratenfinanzierung,
- Abwärmenutzung – Contracting sowohl mit Einspargarantie als auch Ratenfinanzierung,
- Wärmespeicherung – Contracting sowohl mit Einspargarantie als auch Ratenfinanzierung,
- Regenwassernutzungsanlagen – Contracting sowohl mit Einspargarantie als auch Ratenfinanzierung,
- industrielles Wassermanagement – Contracting sowohl mit Einspargarantie als auch Ratenfinanzierung,
- Klärgasnutzung – Contracting sowohl mit Einspargarantie als auch Ratenfinanzierung.